# Assumburg (molen)
Assumburg is een voormalige korenmolen in Nieuw-Vossemeer. De stellingmolen is in 1780 als oliemolen gebouwd en heeft in de Zaanstreek gestaan, totdat in 1897 de molen naar de huidige locatie is verplaatst en is verbouwd tot stellingkorenmolen. De naam De Assumburg verwijst naar slot Assumburg, een kasteel bij Heemskerk.
Tijdens de watersnoodramp van 1953 kwamen de molenaar, zijn vrouw en drie kinderen om. Daarbij werd de molen door het zoute water aangetast. Hierna is de Assumburg diverse malen gerestaureerd.
De molen is eigendom van de gemeente Steenbergen en is in gebruik als molenmuseum. De staat van onderhoud is matig. De Assumburg is op afspraak te bezoeken.